# Oshika (półwysep)
Oshika (jap. 牡鹿半島 Oshika-hantō) – półwysep w Japonii, w północno-wschodniej części wyspy Honsiu, w prefekturze Miyagi.

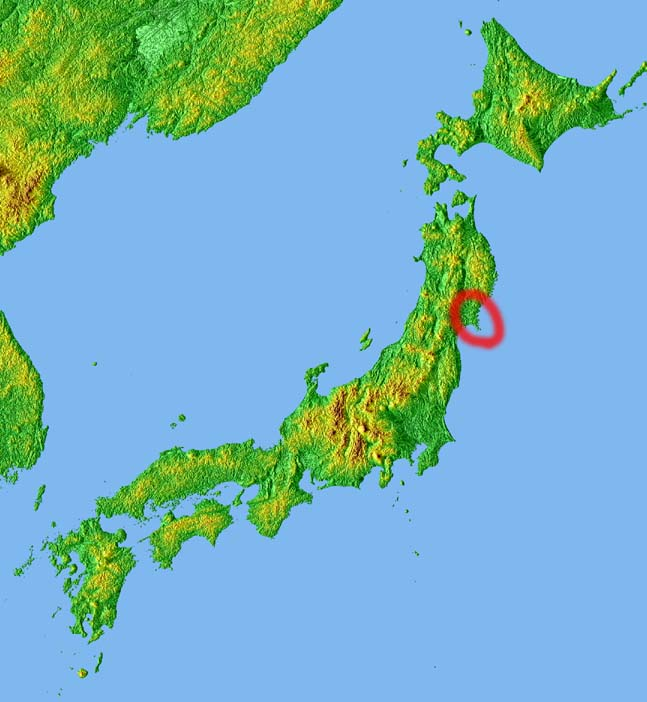
Położenie na mapie

Półwysep jest bramą do często odwiedzanej przez turystów świętej wyspy Kinkasan, na którą można dostać się promem z portu Ayukawa w Ishinomaki lub z miasteczka Onagawa.

## Trzęsienie ziemi i tsunami z 2011 roku
Półwysep Oshika jest fragmentem wyspy Honsiu znajdującym się najbliżej epicentrum trzęsienia ziemi z 2011 roku, położonym w odległości 72 km. Według raportu z 14 marca 2011 roku na półwyspie znajdowało ponad 1000 ciał. 11 marca 2011 roku Urząd Informacji Geoprzestrzennych w Tsukuba wydał informację, że w wyniku trzęsienia ziemi półwysep przesunął się o 5,3 m w kierunku epicentrum oraz obniżył o 1,2 m. Ciężkiemu uszkodzeniu uległo wiele wsi znajdujących się wzdłuż wybrzeża.

### Yoriisohama
Jedną ze wsi nawiedzonych przez trzęsienie ziemi była Yoriisohama, położona ok. 1 km od elektrowni jądrowej Onagawa. Osada znajduje na południowym stoku góry Azumamori. Pierwotnie Yoriisohama była częścią miasta Oshika, jednak od kwietnia 2005 roku jest częścią miasta Ishinomaki. W 2005 roku Yoriisohama składała się ze 100 gospodarstw domowych zamieszkanych w sumie przez ok. 500 osób zajmujących się głównie rybołówstwem. W przeszłości Yoriisohama składała się m.in. ze wsi Maeami znajdującej się 500 metrów na zachód,
Yoriisohama została mocno uszkodzona w wyniku trzęsienia ziemi w 2011 roku. W wyniku uderzenia 15-metrowej fali tsunami zginęło 12 osób. Ok. 150 mieszkańców schroniło się w miejscowej szkole, która służyła jako centrum ewakuacyjne. Szkoła została słabiej uszkodzona, gdyż znajduje się na stromym zboczu na północnym krańcu zatoki Samenoura.